# Marcel Déat

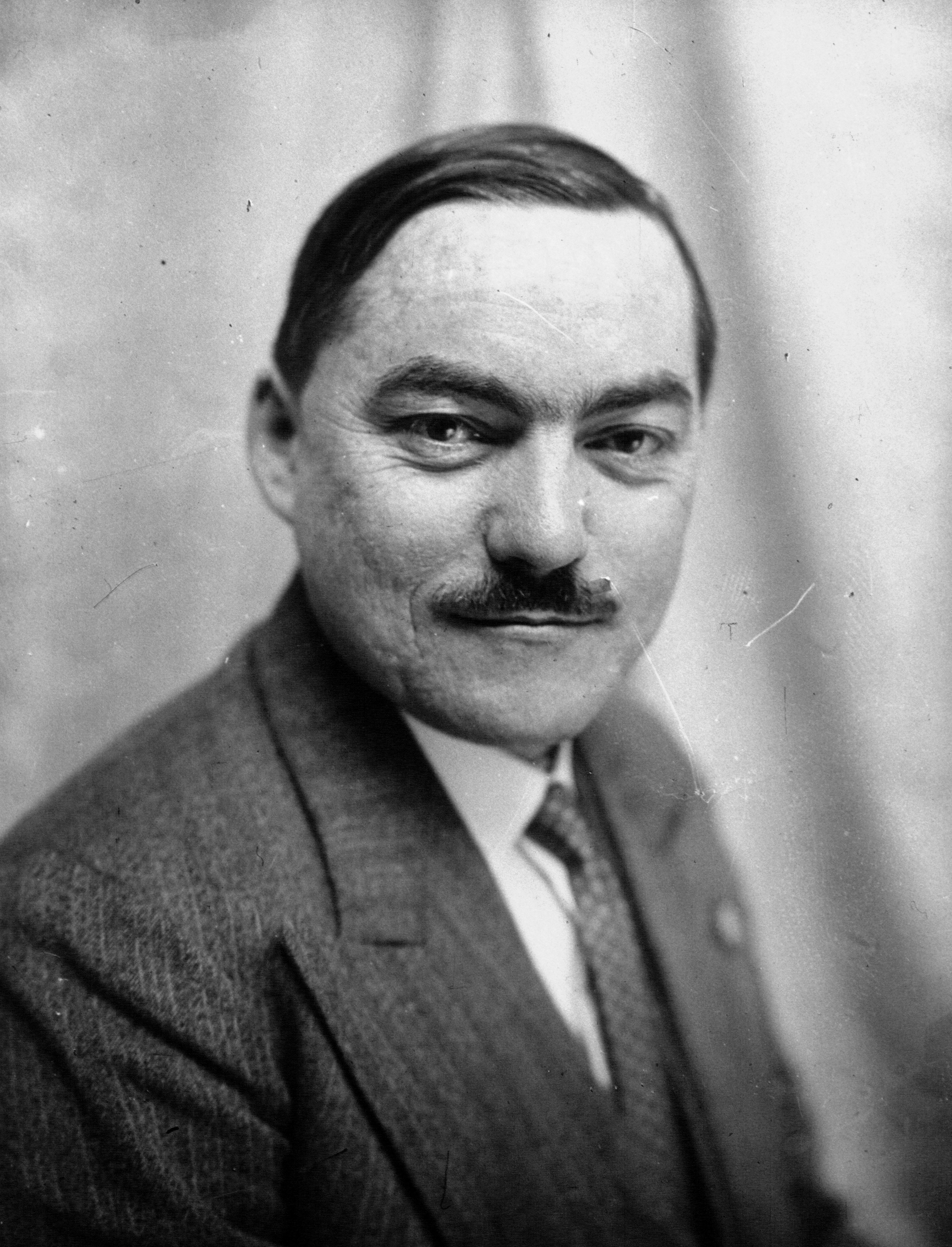
Marcel Déat (1932)

Marcel Déat (* 7. März 1894 Guérigny, Département Nièvre, Burgund; † 4. Januar 1955 in San Vito, einem östlichen Vorort Turins, Italien) war ein französischer Politiker vor und während des Zweiten Weltkriegs. Von Beruf Philosophielehrer, war er zunächst Mitglied der sozialistischen SFIO, 1926–1928, 1932–1936 und 1939–1940 war er Abgeordneter in der Nationalversammlung. Er gehörte zum „neosozialistischen“ Flügel der Partei, der sich 1933 als PSdF abspaltete und 1935 in der USR aufging. Von Januar bis Juni 1936 war er Luftfahrtminister. 
Aus pazifistischer Überzeugung vertrat er eine weitgehende Appeasement-Politik gegenüber NS-Deutschland, beispielhaft formuliert in seinem Text Mourir pour Dantzig? vom Mai 1939. Nach der Niederlage und Besetzung Frankreichs durch die deutsche Wehrmacht 1940 war Déat eine der prominentesten Figuren der französischen Kollaboration. Er gründete 1941 das faschistische Rassemblement national populaire (RNP), das die Vorherrschaft NS-Deutschlands in Europa unterstützte. Im Vichy-Regime war er von März bis August 1944 Minister für Arbeit und nationale Solidarität. Bei der Befreiung Frankreichs floh er nach Sigmaringen und ging dann ins Exil nach Italien.

## Frühes Leben und Politik
Déat war der Sohn eines einfachen Verwaltungsbeamten am Marinearsenal in Guérigny. Aufgrund seines leicht asiatisch anmutenden Äußeren und seiner kleinen Statur gab es Spekulationen, dass ein japanischer Ingenieur, der sich zur Ausbildung am Arsenal von Guérigny aufhielt, sein leiblicher Vater gewesen sein könnte. Nach Besuch des Lycée in Nevers absolvierte er die geisteswissenschaftlichen Vorbereitungsklassen am Lycée Henri IV, wo Émile Chartier („Alain“) sein Philosophielehrer war. Dieser war politisch bei der Parti radical beheimatet und beeinflusste mit seinem Pazifismus den jungen Déat. Er bestand 1914 die Aufnahmeprüfung für die École normale supérieure, wo er Philosophie studierte. Im selben Jahr trat der 20-Jährige der sozialistischen Partei SFIO bei, mehr aus philosophischem Idealismus denn aus materialistischer Weltanschauung. 
Im Ersten Weltkrieg stieg Déat bald zum Offizier auf, erhielt fünf Auszeichnungen für Tapferkeit und wurde in die Ehrenlegion aufgenommen. Bei Kriegsende hatte er den Rang eines Hauptmanns erreicht. Unter dem Pseudonym Taëd veröffentlichte er 1919 die Schrift Cadavres et maximes, philosophie d’un revenant (dt.:  Leichen und Maximen, Philosophie eines Gespensts), in der er seinem Entsetzen vor dem Krieg, den Schützengräben, seinem eingefleischten Pazifismus und seiner Bewunderung für die Kameradschaft und kollektive Disziplin Ausdruck gab – Werten, die seine Entscheidungen seitdem beeinflussten. Déat kehrte 1918 zurück an die École Normale Supérieure und bestand 1920 die Agrégation (Staatsprüfung für das höhere Lehramt) im Fach Philosophie als Zweitbester seines Jahrgangs. Er wandte sich der Soziologie von Célestin Bouglé zu, einem ebenfalls der Parti radical angehörenden Freund Chartiers, und arbeitete in dessen Sekretariat des Dokumentationszentrums in der Rue d’Ulm. Ab 1922 unterrichtete er als Philosophielehrer am Lycée in Reims. Er heiratete 1924 eine seiner ehemaligen Schülerinnen, die zehn Jahre jünger als er war.
Bei der Spaltung der SFIO 1920 in Tours schloss sich Déat der Groupe de la vie socialiste („Gruppe sozialistisches Leben“) um Pierre Renaudel an. 1925 wurde er in Reims zum Stadtrat gewählt, und bereits ein Jahr später, 1926, erhielt er bei einer Nachwahl im Wahlkreis Marne ein Abgeordnetenmandat der SFIO für die französische Nationalversammlung, das er jedoch schon 1928 wieder verlor. Zu jener Zeit war der Aufstieg innerhalb der SFIO für junge Mitglieder schwierig, aber Déat erfreute sich der Förderung Léon Blums. 1931 veröffentlichte Déat eine theoretische Schrift mit dem Titel Perspectives socialistes (= sozialistische Perspektiven), in der der sozialistischen Partei die Anpassung an den Kapitalismus empfohlen wurde, da dieser sich im Gegensatz zur marxistischen Doktrin nicht selbst zerstöre. Déat sprach dem Staat darin eine privilegierte Rolle hinsichtlich des Eigentums zu, das nach seiner Ansicht allerdings privat bleiben solle. Er trat gegen Kollektivismus und Revolution ein, weil nach seiner Überzeugung Chaos das Credo der Faschisten sei. Er widersprach den Marxisten heftig und schloss sich den Planisten an. Er wollte nicht auf den Sozialismus warten, sondern forderte ein Übergangsregime. Déats Verständnis von „Sozialismus“ bedeutet vor allem Anti-Marxismus; es ähnelte dem des längst erledigten Strasser-Flügels im Deutschen Reich.
1932 wurde Déat im 20. Arrondissement von Paris in die Nationalversammlung gewählt. Über eine Auseinandersetzung mit Léon Blums Politik in Bezug auf Premierminister Édouard Herriot zerstritt er sich mit seiner Partei und wurde 1933 offiziell ausgeschlossen. Déat verlor darüber seinen Sitz in der Nationalversammlung und gründete daraufhin zusammen mit anderen Neo-Sozialisten, wie Adrien Marquet und Pierre Renaudel, eine neue Splitterpartei mit dem Namen Parti Socialiste de France (PSDF), deren Slogan lautete: „ordre, autorité et nation“ (= Ordnung, Autorität und Nation). Sie propagierte eine Öffnung zur Mittelschicht und eine Beteiligung an einer nichtsozialistischen Regierung. Auf ihrer Liste kehrte er 1936 als Abgeordneter von Angoulême in die Nationalversammlung zurück und wurde im gleichen Jahr Luftfahrtminister im Kabinett Albert Sarraut. Diesen Posten verlor er jedoch schnell wieder durch Meinungsverschiedenheiten mit dem Premierminister. Später verlor er auch sein Abgeordnetenmandat an einen Kommunisten. Mit allen Mitteln trat er gegen einen Kriegseintritt Frankreichs auf. Als strikter Antikommunist trat er der Front populaire jedoch nicht bei.

## Faschismus und Kollaboration

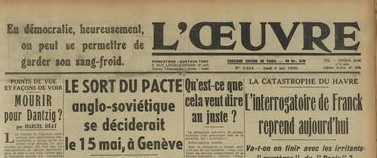
L' oeuvre 4. Mai 1939

Gründlich von seinem Verständnis des Sozialismus frustriert, wandte sich Déat dem Faschismus zu und wurde ein eifriger Verfechter rechtsextremer Politik. Zunächst schwärmte Déat von einem autoritären republikanischen Regime, wobei er eine starke autonome Exekutive zulasten der Legislative fördern wollte, um den von ihm inzwischen verachteten Parlamentarismus zu schwächen. Er forderte von seiner Regierung, Frankreich nach faschistischem Vorbild umzubauen. Als es 1939 schien, dass Frankreich gegen Nazi-Deutschland in den Krieg treten werde, veröffentlichte er einen höchst umstrittenen Artikel unter dem Titel Mourir pour Dantzig ? („Für Danzig sterben?“) in der Zeitung L’Œuvre, deren Leitung er 1940 übernahm. In diesem Artikel argumentierte er, dass Frankreich einen Krieg mit Deutschland für das später überrannte Polen vermeiden solle. Damit löste er eine weitreichende Kontroverse aus und beförderte sich selbst in das nationale Abseits. Zusammen mit den späteren Kollaborateuren Pierre Laval und Jacques Doriot bildete er die Gruppe der „Pazifisten“, die, um der Konfrontation mit Deutschland aus dem Weg zu gehen, die Appeasement-Politik des Premierministers Édouard Daladier unterstützten, die im Münchener Abkommen mündete. Sie sahen die sozialen Brüche und Konflikte im demokratischen Frankreich als Ursache einer angeblich rückständigen politischen Entwicklung ihres Landes gegenüber dem nationalsozialistischen Deutschland und dem faschistischen Italien an.
Déat, der ein starker Befürworter der deutschen Besetzung Nordfrankreichs 1940 wurde, zog in die vom Vichy-Regime beherrschte Südzone um und wurde anfangs Unterstützer von Marschall Philippe Pétain. Doch als er erkannte, dass das konservative Vichy kein faschistischer Staat nach deutschem Vorbild werden würde, kehrte er nach Paris in die besetzte Nordzone zurück, wo er durch die deutschen Besatzungsbehörden Unterstützung fand. Im Februar 1941 gründete er den Rassemblement national populaire (RNP, nationale Volkssammlung), eine kollaborationistische Partei, die Antisemitismus und Totalitarismus unterstützte. Er beabsichtigte mit dem RNP, ehemalige Sozialisten und Gewerkschafter, aber auch die von Daniel Brottier gegründete Union nationale des combattants (nationale Kriegsveteranenvereinigung) und den Mouvement social révolutionnaire (MSR, sozialrevolutionäre Bewegung) Eugène Deloncles zu integrieren.
Laval, ein ehemaliger Sozialist, der vom erzkonservativen Pétain zum ersten Ministerpräsidenten des Vichy-Regimes berufen worden war, sah nach seiner Entlassung im Dezember 1940 im RNP eine willkommene Möglichkeit, das Vichy-Regime politisch zu schwächen und sich zu rächen. Der RNP warb nachhaltig für Lavals Rückkehr, und Deloncle plante zeitweilig sogar nach dem Vorbild von Mussolinis Marsch auf Rom 1922 einen Marsch auf Vichy, den die deutschen Okkupationsbehörden aus Sorge um Pétains Reaktion ablehnten.
Zusammen mit anderen faschistischen Kollaborateuren, wie Doriot und Marcel Bucard, gründete Déat die Légion des volontaires français contre le bolchévisme (LVF; Legion französischer Freiwilliger gegen den Bolschewismus) oder Légion anti-bolchévique bzw. Légion tricolore, in der sich französische Freiwillige in Uniformen der Wehrmacht am Krieg gegen die Sowjetunion beteiligten. Später wurden die Reste dieser Legion, genauso wie niederländische, wallonische, flämische, norwegische, spanische, rumänische, ungarische, lettische und kroatische Freiwilligenverbände, in die Waffen-SS integriert.
Als Laval am 27. August 1941 in Versailles der LVF einen Truppenbesuch abstattete, wurde Déat bei einem Anschlagsversuch durch das Résistancemitglied Paul Collette verwundet. Nach seiner Genesung wurde er zu einem Unterstützer von Laval, der ihn seit seiner Rückkehr zur Macht 1942 bis 1943 mit staatlichen Mitteln subventionierte.
Um die von Déat geforderte Auflösung des MSR entstand im Mai 1941 ein Konflikt zwischen Déat und Deloncle, der unvorsichtigerweise erklärte, alleiniger Führer des RNP werden zu wollen. Deloncle heckte fieberhaft einen Plan zur Beseitigung Déats von der Spitze des RNP durch einen fingierten „Autounfall“ aus. Vom Krankenhausbett aus befahl daraufhin Déat die Beseitigung Deloncles aus allen Parteiämtern und betrieb seinen Ausschluss aus dem RNP. Daraufhin verlor diese Kollaborationspartei ihre politische Spitzenstellung und repräsentierte fast nur noch die Mittelschicht.
Déat übte mit seinem RNP jedoch großen Einfluss insbesondere über eine Organisation aus, die sich Union de l’enseignement (= Bildungsvereinigung) nannte und der Lehrer und Angehörige des Bildungswesens angehörten. Sie trat für erhöhte Bezüge der Lehrer, Beseitigung des katholischen Einflusses auf das Bildungswesen und stärkere nationalsozialistische Erziehung der französischen Jugendlichen ein. Déat setzte sich außerdem gegen die von Bernard Faÿ betriebene obsessive Verfolgung der Freimaurer ein und reduzierte sie. Obwohl Déat gegen das Frauenwahlrecht war (das Charles de Gaulle erst einführte), protestierte er gegen die Versuche Vichys, die Bildungsrechte für Frauen einzuschränken und sie auf die Rolle der Hausfrau und Mutter zu beschränken.
Zudem waren sich die deutschen Besatzungsbehörden bei ihrer Besatzungspolitik keineswegs einig, verfügten sie doch über drei Schnittstellen zu den französischen Kollaborateuren: Da war der Militärbefehlshaber in Frankreich (MBF), der mit seinem knapp 1.000 Mann starken Stab aus Wehrmachtspersonal und zivilen, eilends in Uniform gesteckten Experten im Hôtel Majestic residierte, dem Oberkommandierenden des Heeres unterstellt. Er war neben militärischen auch für wirtschaftliche und lange Zeit für sicherheitspolitische Fragen verantwortlich. 
Vorwiegend politische Fragen wurden vom Botschafter Otto Abetz geregelt, der dem deutschen Auswärtigen Amt und damit dem Außenminister Joachim von Ribbentrop unterstand. Der Botschaft gehörten neben Bürokraten und Juristen aller Ebenen in wachsendem Maße auch Wissenschaftler, vor allem Romanisten, an, die sich in dem von ihnen erhofften faschistischen Gesamteuropa, dem SS-Europa, Karrieren im Westen ausrechneten.
Der dritte Machtbereich auf deutscher Seite bestand aus der Sicherheitspolizei (Gestapo, als vorrangige Juden- und Résistance-Jäger) und dem Sicherheitsdienst (SD), die zusammen mit der SS Heinrich Himmler unterstanden. Zwischen allen drei deutschen Machtbereichen, insbesondere zwischen der Botschaft und der SS, bestand eine gewisse Rivalität, die durch eine mangelnde Abgrenzung der genauen Verantwortlichkeiten gefördert wurde. Abetz und die Botschaft favorisierten Laval und Déat, während die SS Jacques Doriot förderte. So war es kein Wunder, dass der RNP bereits im Februar 1941 in der nördlichen Zone einen „autorisierten Status“ erlangte, den der PPF erst ab Oktober 1941 erhielt.
Gemeinsam war allen deutschen Besatzungsbehörden, dass sie gar nicht daran dachten, Pétains Ziel eines monolithischen „einigen Frankreich“ zu fördern, sondern ihn nach Kräften daran hinderten, einen Einparteienstaat nach deutschem oder italienischem Vorbild aufzubauen. Die Nationalsozialisten stimulierten nach Kräften die parteipolitischen, religiösen, regionalen und anderen innerfranzösischen Gegensätze, um Frankreich leichter überwachen und ausbeuten zu können. So zielte auch die Förderung der rivalisierenden Gruppen RNP und PPF auf eine Spaltung von französischen Kräften.
Als Déats vergleichsweise kleiner RNP mit ca. 20.000 Anhängern nach der von ihnen betriebenen Rückkehr Lavals zwar mit finanziellen Mitteln unterstützt wurde, jedoch die erhoffte Regierungsbeteiligung ausblieb und Déat klar wurde, dass Laval als Mann der Deutschen überhaupt nicht beabsichtigte, Frankreich zu einem Einparteienstaat zu formieren, strebte er in Verkennung der tatsächlichen Machtverhältnisse mit der Gründung des Front révolutionnaire nationale (FRN, revolutionäre nationale Front) an, erneut eine föderative Einheitspartei unter Einbeziehung von Doriots sehr viel größerem Parti populaire français (PPF, französische Volkspartei) zu bilden, um gemeinsam Druck auf das Vichy-Regime ausüben zu können. Während Déat von oben die Bildung einer Einheitspartei vorantrieb, versuchte Doriot die gemeinsamen Hoffnungen und Befürchtungen der Kollaborateure vor Ort zu nutzen, um Déat zu konterkarieren.
Nach dem Scheitern von Déats Versuch zur Bildung einer Einheitspartei bemühte er sich im Sommer 1943 gemeinsam mit anderen enttäuschten Kollaborateuren, wie Joseph Darnand und Jean Luchaire, einen Plan de redressement national français (= „nationaler französischer Sanierungsplan“) vorzulegen. Gleichzeitig wurden die deutschen Besatzungsbehörden gewarnt, dass Laval indirekt für ein Frankreich an der Seite der Alliierten eintreten könne, falls Lavals Regierung nicht durch ein Einparteiensystem unter Führung Darnands und hoher Funktionäre der Milice zur „Macht“ gelange. Pétain wollte daraufhin die seit drei Jahren nicht mehr tagende Nationalversammlung zur Legitimation seiner Herrschaft einberufen, was von deutscher Seite verhindert wurde. Stattdessen bestanden die Deutschen auf der Berufung Déats, Doriots und Philippe Henriots zu Ministern, woraufhin Laval Déat im März 1944 zum „Minister für Arbeit und nationale Solidarität“ in seiner Marionettenregierung machte. Dies war nicht ohne Hintersinn, denn die Relève war alles andere als ein Erfolg, immer mehr junge Franzosen zogen stattdessen den Untergrund mit der Résistance vor, und die deutschen Forderungen nach französischen Arbeitskräften wurden immer unerbittlicher. Während Déats Amtszeit gelangten nur vergleichsweise wenige französische Arbeitskräfte ins Dritte Reich. Gleichzeitig bemühte sich Déat, die von Vichy einseitig den Arbeitgebern in den angeblich paritätisch besetzten Betriebsräten gewährten Vorteile zugunsten der Arbeitnehmer zu verbessern. Nach der erfolgreichen Landung der Alliierten in der Normandie veranstalteten Doriot und Déat im Juli 1944 noch einmal in Paris eine Großdemonstration, bei der sie ihren Plan de redressement bekräftigten.

## Exil
1944 floh Déat zusammen mit der Regierungskommission nach Sigmaringen in Süddeutschland. Am 1. September 1944 erwähnte Hitler seine Absicht, Doriot zum Führer der französischen „Exilregierung“ zu machen, während Darnand und Déat in Sigmaringen fortwährend gegeneinander intrigierten.
Kurz vor der deutschen Kapitulation 1945 floh Déat nach Italien, wo er unter einem neuen Namen zeitweilig in Mailand und Turin unterrichtete. Später wurde er von einem religiösen Orden, der Congrégation des sœurs de la providence, gastlich aufgenommen, der ihn bis zu seinem Tode 1955 in seinem Karmeliter-Kloster „Institut Jeanne d’Arc“ nahe Turin unentdeckt verbarg. Das Mutterhaus der Kongregation steht in Frankreich, in La Pommeraye. Déat schrieb in Turin seine Memoiren. In Frankreich wurde er durch ein Gericht in Abwesenheit wegen Landesverrat angeklagt und zum Tode verurteilt.

## Schriften (Auswahl)
- Le plan français. Deutsch in: Paul Distelbarth: Neues Werden in Frankreich. Zeugnisse führender Franzosen. Ernst Klett Verlag, Stuttgart 1938, S. 193–203[6]
- Friedrich Grimm; Marcel Déat; René Martel: La France et le corridor polonais. Paris : La Technique du Livre, 1941